# 稲光亜依
稲光 亜依（いなみつ あい、2008年12月9日 - ）は、日本のタレント、グラビアアイドル、ファッションモデル。ラフェイスプロ所属。奈良県出身。

## 略歴
3歳年上の姉の影響で4歳の時に大阪の子役事務所に入ったのが芸能活動を始めたきっかけである。小学校6年生になってからは、関西で開催されている撮影会に積極的に参加するようになり、2023年春までキッズ・ジュニア向けファッション誌（フリーペーパー）「AMERE KIDS」の、中学生モデル5人によるダンスボーカルユニット「GLUES」で活動してきた。同年6月に事務所移籍。
2024年、週刊ヤングジャンプ（集英社）主催の『制コレ24』でグランプリ受賞。奈良県出身者のグランプリ受賞は初のことである。10月には『Seventeen』（集英社）のミスセブンティーンに選ばれた。
2024年11月7日発売の週刊ヤングジャンプ（2024年第49号）にて単独として初の表紙、巻頭グラビアを飾った。

## 人物
- 趣味は漫画を読むことと沢山寝ること。
- 特技はダンスを踊ること（ヒップホップ、ジャズダンス）と水泳（4泳法できるとのこと）。

## 出演

### テレビドラマ
- わたしの一番最悪なともだち（2023年8月、NHK総合） - 鍵谷美晴(中学生時) 役
- 恋のタラレ BAR～あのとき○○していれば～（2024年2月、関西テレビ） - 春名 役

### MV
- いきものがかり「彩り」

### ランウェイ
- Rakuten GirlsAward 2024 AUTUMN/WINTER（2024年10月19日、幕張メッセ）

### ウェブテレビ
- ヤングジャンプ45周年記念特別番組（2024年7月7日、ABEMAアニメSPECIAL2）[4][5]

### コマーシャル
- 香川県観光開発「レオマワールド」
- 吉村一建設「ゆめすみか」
- 中国電気保安協会

## 書籍

### デジタル写真集
- 制コレ24～私たちの宣誓～（2024年6月27日、集英社）[6]
- 稲光亜依 時代が変わる。（2024年11月7日、集英社）[7]
- 稲光亜依 旅をする少女（2025年3月6日、集英社）[8]
- 制コレ24 林間学校（2025年5月15日、集英社）[9]
- Are you ready for summer vacation??（2025年8月7日、集英社）[10]

### 雑誌
- Seventeen（2024年10月 - 、集英社） - 専属モデル